# 重要無形民俗文化財

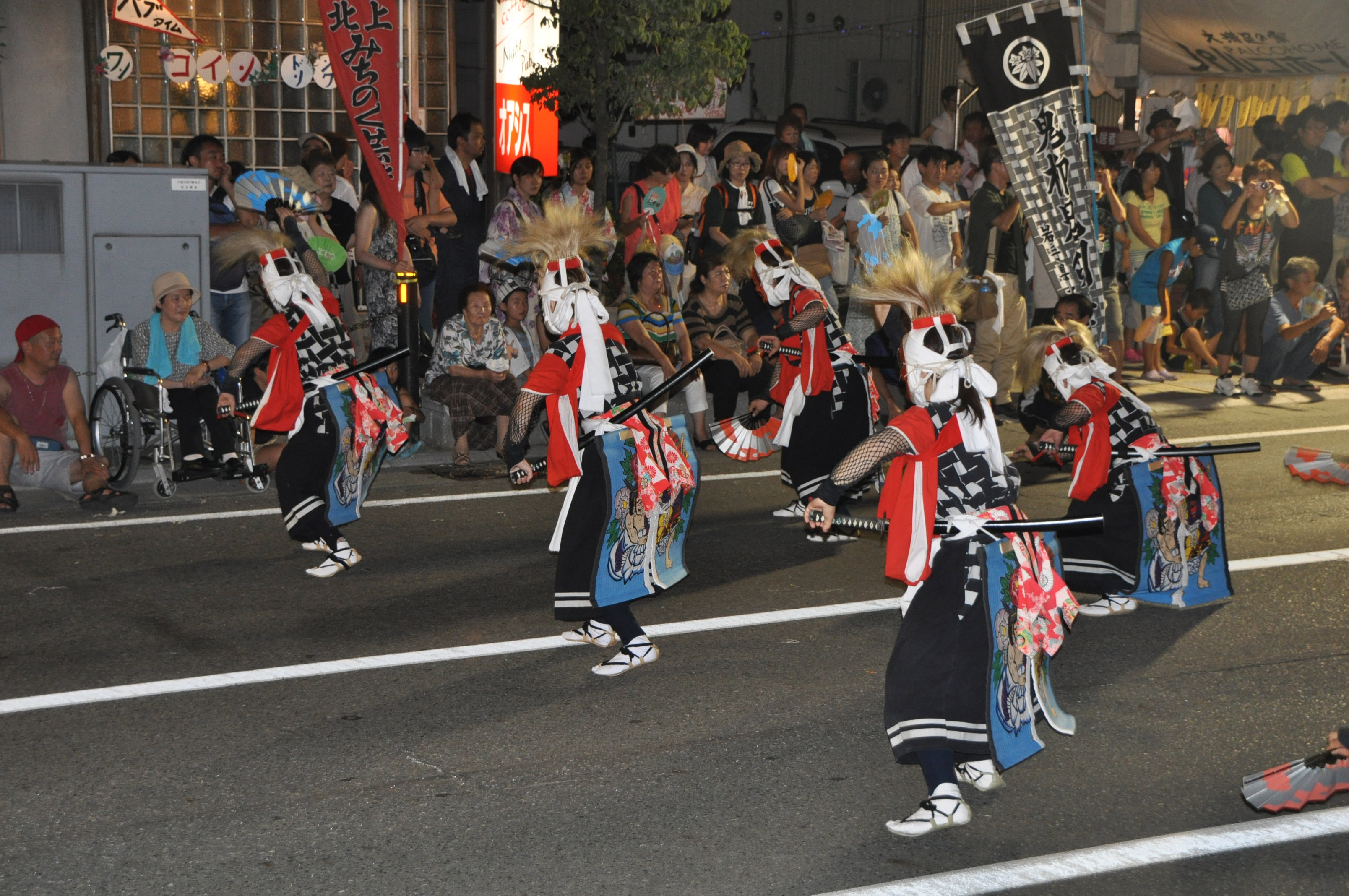
岩手県・鬼剣舞

重要無形民俗文化財（じゅうようむけいみんぞくぶんかざい）は、衣食住、生業、信仰、年中行事などに関する風俗慣習、民俗芸能、民俗技術など人々が日常生活の中で生み出し継承してきた無形の民俗文化財のうち、特に重要なものとして国が指定したものである。この指定制度は、1975年（昭和50年）に日本の文化財保護法の改正によって実現し、1976年（昭和51年）5月4日に第1回として30件が指定されて以来、2025年（令和7年）3月28日現在で、合計337件が指定されている。

## 背景
文化財保護法では無形の民俗文化財を、「衣食住、生業、信仰、年中行事等に関する風俗慣習、民俗芸能、民俗技術で、わが国の国民の生活の推移の理解のため欠くことのできないもの」と規定している。これは、これまで「無形の民俗資料」といわれてきたものであり、民俗学が「民間伝承」として学問の対象としてきたものである。この指定制度が発足した背景には、平凡な人々のあいだに繰り返されてきた伝承文化が保護の対象になる、という考え方が定着したことにもよるが、昨今の社会の急激な変貌により、営々として長期にわたって継承されてきた「民間伝承」が、今絶滅の危機に瀕しているという問題意識によるところも大きい。

## 民俗技術の追加
2004年（平成16年）の文化財保護法改正により、従来の風俗慣習、民俗芸能のほか、新たに民俗技術が加えられた。この改正に伴い2006年（平成18年）に、最初の民俗技術として「津軽海峡及び周辺地域における和船製作技術」（青森県）、「上総掘りの技術」（千葉県）、「別府明礬温泉の湯の花製造技術」（大分県）が指定された。

## 都道府県別の指定状況
以下、指定名称（指定年月日 所在地 保護団体名）を表示する。（★印はユネスコの無形文化遺産）

### 北海道・東北地方
北海道
- アイヌ古式舞踊★（1984年1月21日 札幌市、千歳市、旭川市、白老町、むかわ町、平取町、日高町、新冠町、新ひだか町、浦河町、様似町、帯広市、釧路市、弟子屈町、白糠町 北海道アイヌ古式舞踊連合保存会ほか）
- 松前神楽（2018年3月8日 函館市、小樽市、北斗市、松前町、福島町、知内町、木古内町、七飯町、鹿部町、森町、八雲町、長万部町、今金町、せたな町、島牧村、寿都町、黒松内町、蘭越町、喜茂別町、京極町、倶知安町、共和町、岩内町、泊村、神恵内村、仁木町、小平町 松前神楽北海道連合保存会）

青森県
- 八戸のえんぶり（1979年2月3日 八戸市、南部町、階上町、おいらせ町ほか 八戸地方えんぶり連合協議会）
- 青森のねぶた（1980年1月28日 青森市 青森ねぶた祭保存会）
- 弘前のねぷた（1980年1月28日 弘前市 弘前ねぷた保存会）
- 岩木山の登拝行事（1984年1月21日 津軽地方各地 お山参詣保存会）
- 下北の能舞（1989年3月20日 東通村、むつ市、横浜町 下北の能舞保存連合会ほか）
- 泉山の登拝行事（1997年12月15日 三戸町 泉山七歳児初参り保存会）
- 八戸三社大祭の山車行事★（2004年2月6日 八戸市 八戸三社大祭山車祭り行事保存会）
- 津軽海峡及び周辺地域における和船製作技術（2006年3月15日 津軽海峡周辺地域 津軽海峡及び周辺地域における和船製作技術保存会）

岩手県
- 早池峰神楽★（1976年5月4日 花巻市 早池峰神楽保存会ほか）
- 毛越寺の延年（1977年5月17日 平泉町 毛越寺延年の舞保存会）
- 永井の大念仏剣舞★（1980年1月28日 盛岡市 永井大念仏剣舞保存会）
- 山屋の田植踊（1981年1月21日 紫波町 山屋田植踊保存会）
- 鬼剣舞★（1993年12月13日 北上市、奥州市 鬼剣舞連合保存会ほか）
- 吉浜のスネカ★（2004年2月16日 大船渡市 吉浜スネカ保存会）
- 黒森神楽（2006年3月15日 宮古市ほか 黒森神楽保存会）
- 鵜鳥神楽（2015年3月2日 普代村 鵜鳥神楽保存会）

岩手県・宮城県
- 室根神社祭のマツリバ行事（1985年1月12日 岩手県一関市・大船渡市、宮城県気仙沼市 室根神社祭保存会）

宮城県
- 秋保の田植踊★（1976年5月4日 仙台市太白区 秋保の田植踊保存会ほか）
- 小迫の延年（1979年2月3日 栗原市 小迫延年保存会）
- 雄勝法印神楽（1996年12月20日 石巻市 雄勝法印神楽保存会）
- 羽田のお山がけ（2000年12月27日 気仙沼市 羽田神社総代会）
- 米川の水かぶり★（2000年12月27日 登米市 米川の水かぶり保存会）
- 月浜のえんずのわり（2006年3月15日 東松島市 えんずのわり保存会）

秋田県
- 大日堂舞楽★（1976年5月4日 鹿角市 大日堂舞楽保存会）
- 保呂羽山の霜月神楽（1977年5月17日 横手市 保呂羽山霜月神楽保存会）
- 男鹿のナマハゲ★（1978年5月22日 男鹿市 男鹿のナマハゲ保存会）
- 秋田の竿灯（1980年1月28日 秋田市 秋田市竿灯会）
- 西馬音内の盆踊★（1981年1月21日 羽後町 西馬音内盆踊保存会）
- 六郷のカマクラ行事（1982年1月14日 美郷町 六郷カマクラ保存会）
- 刈和野の大綱引き（1984年1月19日 大仙市 刈和野大綱引保存会）
- 東湖八坂神社のトウニン（統人）行事（1986年1月14日 潟上市、男鹿市 東湖八坂神社崇敬会、船越町内連合会）
- 角館祭りのやま行事★（1991年2月21日 仙北市 角館のお祭り保存会）
- 土崎神明社祭の曳山行事★（1997年12月15日 秋田市 土崎神明社奉賛会）
- 毛馬内の盆踊★（1998年12月16日 鹿角市 毛馬内盆踊保存会）
- 上郷の小正月行事（1998年12月16日 にかほ市 横岡サエの神保存会、大森サエの神保存会）
- 根子番楽（2004年2月6日 北秋田市 根子番楽保存会）
- 小滝のチョウクライロ舞（2004年2月6日 にかほ市 鳥海山小滝舞楽保存会）
- 秋田のイタヤ箕製作技術（2009年3月11日 秋田市、仙北市 オエダラ箕製作技術保存会、角館イタヤ細工製作技術保存会）
- 本海獅子舞番楽（2011年3月9日 由利本荘市 本海獅子舞番楽伝承者協議会ほか）
- 花輪祭の屋台行事★（2014年3月10日 鹿角市 花輪ばやし祭典委員会）

山形県
- 黒川能（1976年5月4日 鶴岡市 黒川能保存会）
- 杉沢比山（1978年5月22日 遊佐町 杉沢比山保存会）
- 林家舞楽（1981年1月21日 河北町 谷地の舞楽保存会）
- 遊佐の小正月行事★（1999年12月21日 遊佐町 遊佐のアマハゲ保存会）
- 新庄まつりの山車行事★（2009年3月11日 新庄市 新庄まつり山車行事保存会）
- 松例祭の大松明行事（2014年3月10日 鶴岡市 松例祭保存会）

福島県
- 御宝殿の稚児田楽・風流（1976年5月4日 いわき市 御宝殿熊野神社田楽保存会）
- 相馬野馬追（1978年5月22日 相馬市、南相馬市 相馬野馬追保存会）
- 金沢の羽山ごもり（1980年1月28日 福島市 羽山ごもり保存会）
- 田島祇園祭のおとうや行事（1981年1月21日 南会津町 田島祇園祭のおとうや行事保存会）
- 石井の七福神と田植踊（1995年12月26日 二本松市 石井芸能保存会）
- 都々古別神社の御田植（2004年2月6日 棚倉町 八槻都々古別神社御田植保存会）
- 木幡の幡祭り（2004年2月6日 二本松市 木幡幡祭保存会）
- 三島のサイノカミ（2008年3月13日 三島町 三島町年中行事保存会）
- 会津の御田植祭（2019年3月28日 喜多方市、会津美里町 慶徳稲荷神社お田植まつり保存会、御田植祭祭典委員会）

### 関東地方
茨城県
- 綱火（1976年5月4日 つくばみらい市 綱火保存連合会ほか）
- 日立風流物★（1977年5月17日 日立市 日立市郷土芸能保存会）
- 常陸大津の御船祭（2017年3月3日 北茨城市 常陸大津の御船保存会）

栃木県
- 烏山の山あげ行事★（1979年2月3日 那須烏山市 烏山山あげ保存会）
- 川俣の元服式（1987年1月8日 日光市 川俣自治会）
- 発光路の強飯式（1996年12月20日 鹿沼市 発光路妙見神社青年部）
- 鹿沼今宮神社祭の屋台行事★（2003年2月20日 鹿沼市 鹿沼いまみや付け祭り保存会）
- 間々田のじゃがまいた（2019年3月28日 小山市 間々田のじゃがまいた保存会）

群馬県
- 安中中宿の燈篭人形（1977年5月17日 安中市 中宿糸繰燈篭人形保存会）
- 上州白久保のお茶講（1990年3月29日 中之条町 白久保お茶講保存会）
- 片品の猿追い祭り（2000年12月27日 片品村 猿追い祭保存会）
- 樋越神明宮の春鍬祭（2002年2月12日 玉村町 神明宮春鍬祭保存会）

埼玉県
- 鷲宮催馬楽神楽（1976年5月4日 久喜市 催馬楽神楽保存会）
- 秩父祭の屋台行事と神楽★（1979年2月3日 秩父市 秩父祭保存委員会）
- 猪俣の百八燈（1987年1月8日 美里町 猪俣の百八灯保存会）
- 川越氷川祭の山車行事★（2005年2月21日 川越市 川越氷川祭の山車行事保存会）
- 岩槻の古式土俵入り（2005年2月21日 さいたま市岩槻区 釣上の子ども相撲土俵入り保存会、笹久保の古式子ども土俵入り保存会）
- 玉敷神社神楽（2008年3月13日 加須市 玉敷神社神楽保存会）
- 鴻巣の赤物製作技術（2011年3月9日 鴻巣市 鴻巣の赤物保存会）
- 秩父吉田の龍勢（2018年3月8日 秩父市 吉田龍勢保存会）

千葉県
- 鬼来迎（1976年5月4日 横芝光町 鬼来迎保存会）
- 白間津のオオマチ（大祭）行事（1992年3月11日 南房総市 白間津区）
- 佐原の山車行事★（2004年2月16日 香取市 佐原山車行事伝承保存会）
- 茂名の里芋祭（2005年2月21日 館山市 茂名区）
- 上総掘りの技術（2006年3月15日 上総地方 上総掘り技術伝承研究会）
- 木積の藤箕製作技術（2009年3月11日 匝瑳市 木積箕づくり保存会）

東京都
- 板橋の田遊び（1976年5月4日 板橋区 板橋の田遊び保存連合会ほか）
- 小河内の鹿島踊★（1980年1月28日 奥多摩町 小河内の郷土芸能保存団体協議会）
- 江戸の里神楽（1994年12月13日 台東区、品川区、荒川区、稲城市 若山社中、間宮社中、松本社中、山本社中）
- 神津島のかつお釣り行事（1999年12月21日 神津島村 物忌奈命神社かつお釣り保存会）
- 新島の大踊★（2005年2月21日 新島村 新島大踊保存会、若郷大踊保存会）
- 下平井の鳳凰の舞★（2006年3月15日 西多摩郡日の出町 鳳凰の舞保存会）
- 八王子車人形（2022年3月23日 八王子市 八王子車人形西川古柳座）
- 川野車人形 (2023年3月22日 奥多摩町 小河内郷土芸能保存団体協議会）

神奈川県
- チャッキラコ★（1976年5月4日 三浦市 ちゃっきらこ保存会）
- 相模人形芝居（1980年1月28日 厚木市、小田原市 相模人形芝居連合会ほか）
- 山北のお峰入り★（1981年1月21日 山北町 お峯入り保存会）
- 貴船神社の船祭り（1996年12月20日 真鶴町 貴船祭保存会）
- 大磯の左義長（1997年12月15日 大磯町 大磯町左義長保存会）
- 三戸のオショロ流し（2011年3月9日 三浦市 三戸お精霊流し保存会）
- 箱根の湯立獅子舞（2022年3月23日 箱根町 箱根湯立獅子舞保存会）

### 中部地方
新潟県
- 綾子舞★（1976年5月4日 柏崎市 柏崎市綾子舞保存振興会）
- 佐渡の人形芝居（文弥人形、説経人形、のろま人形）（1977年5月17日 佐渡市 佐渡人形芝居保存会ほか）
- 弥彦神社燈篭おしと舞楽（1978年5月22日 弥彦村 弥彦神社舞楽燈篭神事保存会）
- 牛の角突きの習俗（1978年5月22日 長岡市、小千谷市 二十村郷牛の角突き習俗保存会）
- 佐渡の車田植（1979年2月3日 佐渡市 佐渡の車田植保存会）
- 糸魚川・能生の舞楽（1980年1月28日 糸魚川市 天津神社舞楽会、白山神社文化財保存会）
- 根知山寺の延年（1980年1月28日 糸魚川市 日吉神社奉賛会）
- 青海の竹のからかい（1987年12月28日 糸魚川市 青海竹のからかい保存会）
- 大の阪★（1998年12月16日 魚沼市 大の阪の会）
- 山北のボタモチ祭り（1999年12月21日 村上市 中浜ボタモチ祭保存会、杉平ボタモチ祭保存会、岩石ボタモチ保存会）
- 小木のたらい舟製作技術（2007年3月7日 佐渡市 小木たらい舟製作技術保存会）
- 村上祭の屋台行事（2018年3月8日 村上市 村上まつり保存会）
- 浦佐毘沙門堂の裸押合（2018年3月8日 南魚沼市 浦佐毘沙門堂裸押合大祭委員会）

富山県
- 高岡御車山祭の御車山行事★（1979年2月3日 高岡市 高岡御車山保存会）
- 越中の稚児舞（1982年1月14日 射水市、黒部市、富山市 加茂神社神事伝承会、明日稚児舞保存会、熊野神社稚児舞保存会）
- 魚津のタテモン行事★（1997年12月15日 魚津市 魚津たてもん保存会）
- 滑川のネブタ流し（1999年12月21日 滑川市 中川原、常盤町一区・二区・三区）
- 城端神明宮祭の曳山行事★（2002年2月12日 南砺市 城端曳山祭保存会）
- 越中福岡の菅笠製作技術（2009年3月11日 高岡市 越中福岡の菅笠製作技術保存会）
- 邑町のサイノカミ（2010年3月11日 入善町 塞の神まつり保存会）
- 論田・熊無の藤箕製作技術（2013年3月12日 氷見市 論田・熊無藤箕づくり技術保存会）
- 放生津八幡宮祭の曳山・築山行事（2021年3月11日 射水市 放生津八幡宮曳山・築山保存会）

石川県
- 奥能登のあえのこと★（1976年5月4日 珠洲市、輪島市、能登町、穴水町 奥能登のあえのこと保存会）
- 尾口のでくまわし（1977年5月17日 白山市 深瀬木偶廻し保存会、東二口文弥人形浄瑠璃保存会）
- 能登のアマメハギ★（1979年2月3日 能登町、輪島市 能登のアマメハギ・面様年頭保存会ほか）
- 熊甲二十日祭の枠旗行事（1981年1月21日 七尾市 お熊甲祭奉賛会）
- 青柏祭の曳山行事★（1983年1月11日 七尾市 青柏祭でか山保存会）
- 気多の鵜祭の習俗（2000年12月27日 羽咋市、七尾市 気多大社、鵜浦町会）
- 能登の揚浜式製塩の技術（2008年3月13日 珠洲市 能登の揚浜式製塩保存会）
- 輪島の海女漁の技術（2018年3月8日 輪島市 輪島の海女漁保存振興会）

福井県
- 水海の田楽・能舞（1976年5月4日 池田町 鵜甘神社氏子会）
- 睦月神事（1978年5月22日 福井市 賀茂神社睦月神事奉賛会）
- 敦賀西町の綱引き（1986年1月14日 敦賀市 夷子大黒綱引保存会）
- 越前万歳（1995年12月26日 越前市 越前万歳保存会）
- 糸崎の仏舞（2004年2月6日 福井市 仏舞保存会）

山梨県
- 天津司舞（1976年5月4日 甲府市 天津司舞保存会）
- 無生野の大念仏★（1995年12月26日 上野原市 無生野大念仏保存会）
- 吉田の火祭（2012年3月8日 富士吉田市 吉田の火祭保存会）
- 河口の稚児の舞（2017年3月3日 富士河口湖町 河口の稚児の舞保存会）

長野県
- 雪祭（1977年5月17日 阿南町 伊豆神社雪祭り保存会）
- 天竜村の霜月神楽（1978年5月22日 天龍村 坂部大森諏訪神社氏子会、向方お潔め祭保存会、池大神社氏子会）
- 遠山の霜月祭（1979年2月3日 飯田市 南信濃遠山霜月祭保存会、上村遠山霜月祭保存会ほか）
- 雨宮の神事芸能（1981年1月21日 千曲市 雨宮坐日吉神社御神事保存会）
- 野沢温泉の道祖神祭り（1993年12月13日 野沢温泉村 野沢温泉村野沢組）
- 新野の盆踊★（1998年12月16日 阿南町 新野高原盆踊りの会）
- 跡部の踊り念仏★（2000年12月27日 佐久市 跡部踊り念仏保存会）
- 小菅の柱松行事（2011年3月9日 飯山市 小菅柱松保存会）
- 和合の念仏踊★（2014年3月10日 阿南町 和合念佛踊り保存会）
- 大鹿歌舞伎（2017年3月3日 大鹿村 大鹿歌舞伎保存会）

岐阜県
- 能郷の能・狂言（1976年5月4日 本巣市 能と狂言の保存会）
- 長滝の延年（1977年5月17日 郡上市 長滝の延年保存会）
- 高山祭の屋台行事★（1979年2月3日 高山市 日枝神社氏子山王祭保存会、八幡宮氏子八幡祭保存会）
- 南宮の神事芸能（1979年2月3日 垂井町 南宮神社神事芸能保存会）
- 古川祭の起し太鼓・屋台行事★（1980年1月28日 飛騨市 古川祭保存会）
- 下呂の田の神祭（1981年1月21日 下呂市 下呂の田の神祭保存会）
- 真桑人形浄瑠璃（1984年1月19日 本巣市 真桑文楽保存会）
- 郡上踊★（1996年12月20日 郡上市 郡上踊り保存会）
- 江名子バンドリの製作技術（2007年3月7日 高山市 江名子バンドリ保存会）
- 長良川の鵜飼漁の技術（2015年3月2日 岐阜市、関市 岐阜長良川鵜飼保存会、小瀬鵜飼保存会）
- 大垣祭の軕行事★（2015年3月2日 大垣市 大垣祭保存会）
- 寒水の掛踊★（2021年3月11日 郡上市 寒水掛踊保存会）
- 白鳥の拝殿踊（2025年3月28日 郡上市 白鳥拝殿踊り保存会）

静岡県
- 西浦の田楽（1976年5月4日 浜松市天竜区 西浦田楽保存会）
- 藤守の田遊び（1977年5月17日 焼津市 藤守の田遊び保存会）
- 遠江森町の舞楽（1982年1月14日 森町 小国神社古式舞楽保存会、山名神社天王祭舞楽保存会、天宮神社十二段舞楽保存会）
- 徳山の盆踊★（1987年12月28日 川根本町 徳山古典芸能保存会）
- 遠江のひよんどりとおくない（1994年12月13日 浜松市浜名区、天竜区 寺野会伝承保存会、川名ひよんどり保存会、懐山おくない保存会）
- 大江八幡神社の御船行事（1999年12月21日 牧之原市 大江氏子会）
- 有東木の盆踊★（1999年12月21日 静岡市葵区 有東木芸能保存会）
- 見付天神裸祭（2000年12月27日 磐田市 見付天神裸祭保存会）
- 蛭ヶ谷の田遊び（2012年3月8日 牧之原市 蛭ヶ谷田遊び保存会）
- 静岡浅間神社廿日会祭の稚児舞楽（2022年3月23日 静岡市葵区 静岡浅間神社廿日会祭の稚児舞楽保存会）
- 沼田・大坂の湯立神楽（2022年3月23日 御殿場市 沼田の湯立神楽保存会、大坂神楽保存会）
- 法多山の田遊び（2024年3月21日 袋井市 法多山田遊祭保存会）

愛知県
- 花祭（1976年5月4日 東栄町、豊根村、設楽町 北設楽花祭保存会ほか）
- 三河の田楽（1978年5月22日 設楽町、新城市 三河三田楽連合保存会ほか）
- 尾張津島天王祭の車楽舟行事★（1980年1月28日 津島市 尾張津島天王祭協賛会）
- 豊橋神明社の鬼祭（1980年1月28日 豊橋市 豊橋鬼祭保存会）
- 知立の山車文楽とからくり★（1990年3月29日 知立市 知立山車文楽保存会、知立からくり保存会）
- 三河万歳（1995年12月26日 安城市、西尾市、幸田町 三河万歳連合保存会ほか）
- 尾張万歳（1996年12月20日 知多市 尾張万歳保存会）
- 綾渡の夜念仏と盆踊★（1997年12月15日 豊田市 綾渡夜念仏と盆踊り保存会）
- 鳥羽の火祭り（2004年2月16日 西尾市 鳥羽区）
- 犬山祭の車山行事★（2006年3月15日 犬山市 犬山祭保存会）
- 亀崎潮干祭の山車行事★（2006年3月15日 半田市 亀崎潮干祭保存会）
- 須成祭の車楽船行事と神葭流し★（2012年3月8日 蟹江町 須成文化財保護委員会）
- 瀧山寺鬼祭り（2025年3月28日 岡崎市 瀧山寺鬼祭り保存会）

### 近畿地方
三重県
- 御頭神事（1977年5月17日 伊勢市 高向区）
- 安乗の人形芝居（1980年1月28日 志摩市 安乗人形芝居保存会）
- 伊勢太神楽（1981年1月21日 桑名市 伊勢太神楽講社）
- 志摩加茂五郷の盆祭行事（1987年12月28日 鳥羽市 松尾地下、河内地下）
- 磯部の御神田（1990年3月29日 志摩市 磯部の御神田奉仕会）
- 鳥出神社の鯨船行事★（1997年12月15日 四日市市 富田鯨船保存会連合会）
- 上野天神祭のダンジリ行事★（2002年2月12日 伊賀市 上野文化美術保存会）
- 桑名石取祭の祭車行事★（2007年3月7日 桑名市 桑名石取祭保存会）
- 鳥羽・志摩の海女漁の技術（2017年3月3日 鳥羽市、志摩市 鳥羽海女保存会、志摩海女保存会）
- 勝手神社の神事踊★（2018年3月8日 伊賀市 勝手神社神事踊保存会）

滋賀県
- 長浜曳山祭の曳山行事★（1979年2月3日 長浜市 長浜曳山文化協会）
- 近江中山の芋競べ祭り（1991年2月21日 日野町 芋くらべ祭保存会）
- 三上のずいき祭（2005年2月21日 野洲市 ずいき祭保存会）
- 大津祭の曳山行事（2016年3月2日 大津市 大津祭保存会）
- 近江湖南のサンヤレ踊り★（2020年3月16日 草津市・栗東市 草津のサンヤレ踊り保存協議会、小杖祭り保存会大津祭保存会）
- 近江のケンケト祭り長刀振り★（2020年3月16日 守山市・甲賀市・東近江市・竜王町 近江のケンケト祭り長刀振り連合保存会）

京都府
- 壬生狂言（1976年5月4日 京都市中京区 壬生大念仏講中）
- 京都祇園祭の山鉾行事★（1979年2月3日 京都市東山区 祇園祭山鉾連合会）
- 京都の六斎念仏★（1983年1月11日 京都市右京区、南区、北区、上京区、下京区、東山区、西京区 京都六斎念仏保存団体連合会ほか）
- 嵯峨大念仏狂言（1986年1月14日 京都市右京区 嵯峨大念仏狂言保存会）
- 涌出宮の宮座行事（1986年1月14日 木津川市 涌出宮宮座行事保存会）
- やすらい花★（1987年1月8日 京都市北区 やすらい踊保存団体連合会）
- 久多の花笠踊★（1997年12月15日 京都市左京区 久多花笠踊保存会）
- 田原の御田（2000年12月27日 南丹市 多治神社民俗芸能保存会）
- 松尾寺の仏舞（2004年2月6日 舞鶴市 松尾寺仏舞保存会）
- 佐伯灯籠（2009年3月11日 亀岡市 佐伯灯籠保存会）

大阪府
- 聖霊会の舞楽（1976年5月4日 大阪市天王寺区 天王寺舞楽協会）
- 住吉の御田植（1979年2月3日 大阪市住吉区 御田植神事保存会）

兵庫県
- 淡路人形浄瑠璃（1976年5月4日 南あわじ市 淡路人形協会）
- 上鴨川住吉神社神事舞（1977年5月17日 加東市 住吉神社神事舞踊保存会）
- 但馬久谷の菖蒲綱引き（1989年3月20日 新温泉町 久谷菖蒲綱保存会）
- 車大歳神社の翁舞（2000年12月27日 神戸市須磨区 車大歳神社翁舞保存会）
- 東光寺の鬼会（2006年3月15日 加西市 東光寺追儺式及び田遊び保存会）
- 阿万の風流大踊小踊★（2011年3月9日 南あわじ市 阿万風流踊保存会）
- 坂越の船祭（2012年3月8日 赤穂市 坂越の船渡御祭保存会）

奈良県
- 題目立★（1976年5月4日 奈良市 題目立保存会）
- 春日若宮おん祭の神事芸能（1979年2月3日 奈良市 春日若宮おん祭保存会）
- 十津川の大踊★（1989年3月20日 十津川村 十津川村小原武蔵西川大踊保存会ほか）
- 陀々堂の鬼はしり（1995年12月26日 五條市 念仏寺鬼はしり保存会）
- 奈良豆比古神社の翁舞（2000年12月27日 奈良市 奈良豆比古神社翁舞講）
- 吉野の樽丸製作技術（2008年3月13日 川上村、東吉野村、黒滝村、吉野町、下市町ほか 吉野の樽丸製作技術保存会）
- 江包・大西の御綱（2012年3月8日 桜井市 江包・大西の御綱祭り保存会）
- 當麻寺練供養（2024年3月21日 葛城市 當麻寺菩薩講）

和歌山県
- 那智の田楽★（1976年5月4日 那智勝浦町 那智田楽保存会）
- 花園の御田舞（1981年1月21日 かつらぎ町 花園郷土古典芸能保存会）
- 杉野原の御田舞（1987年12月28日 有田川町 杉野原の御田の舞保存会）
- 河内祭の御舟行事（1999年12月21日 古座川町、串本町 古座川河内祭保存会、古座獅子舞保存会）
- 粟生のおも講と堂徒式（2005年2月21日 有田川町 粟生のおも講と堂徒式保存会）
- 那智の扇祭り（2015年3月2日 那智勝浦町 那智の扇祭り保存会）
- 新宮の速玉祭・御燈祭り（2016年3月2日 新宮市 熊野速玉大社祭事保存会）

### 中国地方
鳥取県
- 因幡の菖蒲綱引き（1987年1月8日 鳥取市、岩美町 宝木菖蒲綱保存会、水尻菖蒲綱保存会、青谷連合菖蒲綱保存会、大羽尾菖蒲綱保存会）
- 酒津のトンドウ（2007年3月7日 鳥取市 酒津とんど祭り保存会）
- 三朝のジンショ（2009年3月11日 三朝町 三朝区ジンショ保存会）

鳥取県・兵庫県
- 因幡・但馬の麒麟獅子舞（2020年3月16日 鳥取市・岩美町・八頭町・若桜町・智頭町・湯梨浜町、兵庫県新温泉町・香美町 無形民俗文化財「因幡の麒麟獅子舞」連合保存会、但馬地域麒麟獅子舞保存会）

島根県
- 佐陀神能★（1976年5月4日 松江市 佐陀神能保持者会）
- 隠岐国分寺蓮華会舞（1977年5月17日 隠岐の島町 隠岐国分寺蓮華会舞保存会）
- 大元神楽（1979年2月3日 江津市、川本町、邑南町、美郷町、浜田市 邑智郡大元神楽伝承保存会）
- 隠岐の田楽と庭の舞（1992年3月11日 西ノ島町 隠岐の田楽と庭の舞保存連合会ほか）
- 津和野弥栄神社の鷺舞★（1994年12月13日 津和野町 弥栄神社の鷺舞保存会）
- 五十猛のグロ（2005年2月21日 大田市 大浦グロ保存会）
- 大土地神楽（2005年2月21日 出雲市 大土地神楽保存会神楽方）

岡山県
- 白石踊★（1976年5月4日 笠岡市 白石踊会）
- 備中神楽（1979年2月3日 高梁市 備中神楽成羽保存会）
- 大宮踊★（1997年12月15日 真庭市 大宮踊保存会）
- 西大寺の会陽（2016年3月2日 岡山市東区 西大寺会陽保存会）

広島県
- 壬生の花田植★（1976年5月4日 北広島町 壬生の花田植保存会）
- 比婆荒神神楽（1979年2月3日 庄原市 比婆荒神神楽保存会）
- 安芸のはやし田（1997年12月15日 北広島町、安芸高田市 安芸のはやし田連合保存会ほか）
- 塩原の大山供養田植（2002年2月12日 庄原市 小奴可地区芸能保存会）

山口県
- 岩国行波の神舞（1979年2月3日 岩国市 岩国行波の神舞保存会）
- 周防祖生の柱松行事（1989年3月20日 岩国市 祖生柱松行事保存会ほか）
- 三作神楽（2000年12月27日 周南市 三作神楽保存会）
- 阿月の神明祭（2009年3月11日 柳井市 神明祭顕彰会）
- 地福のトイトイ（2012年3月8日 山口市 地福といとい保存会）

### 四国地方
徳島県
- 西祖谷の神代踊★（1976年5月4日 三好市 神代踊保存会）
- 阿波人形浄瑠璃（1999年12月21日 徳島市、松茂町、勝浦町、神山町、美馬市、那賀町、東みよし町ほか 阿波人形浄瑠璃振興会）
- 阿波の太布製造技術（2017年3月3日 那賀町 阿波太布製造技法保存伝承会）
- 阿波晩茶の製造技術（2021年3月11日 上勝町、那賀町、美波町 阿波晩茶の製造技術保存会）

香川県
- 綾子踊★（1976年5月4日 まんのう町 佐文綾子踊保存会）
- 滝宮の念仏踊★（1977年5月17日 綾川町 滝宮念仏踊保存会）
- 生里のモモテ（2014年3月10日 三豊市 生里ももて祭保存会）
- 小豆島農村歌舞伎（2024年3月21日 土庄町、小豆島町 肥土山農村歌舞伎保存会、中山農村歌舞伎保存会）

愛媛県
- 伊予神楽（1981年1月21日 宇和島市、鬼北町、愛南町 伊予神楽かんなぎ会）
- 石鎚黒茶の製造技術（2023年3月22日 西条市 石鎚黒茶製造技術保存会）
- 吉田祭のお練り行事（2025年3月28日 宇和島市 吉田秋祭保存団体協議会）

高知県
- 吉良川の御田祭（1977年5月17日 室戸市 御田祭保存会）
- 土佐の神楽（1980年1月28日 香美市、大豊町、いの町、仁淀川町、檮原町、津野町、四万十町 いざなぎ流御祈祷保存会、岩原・永渕神楽保存会、本川神楽保存会、安居神楽保存会、池川神楽保存会、名野川岩戸神楽保存会、梼原町津野山神楽保存会、津野山古式神楽保存会、幡多神楽保存会）

### 九州・沖縄地方
福岡県
- 幸若舞（1976年5月4日 みやま市 幸若舞社中）
- 八女福島の燈篭人形（1977年5月17日 八女市 文化財福島燈篭人形保存会）
- 博多祇園山笠行事★（1979年2月3日 福岡市博多区 博多祇園山笠振興会）
- 戸畑祇園大山笠行事★（1980年1月28日 北九州市戸畑区 戸畑祇園大山笠振興会）
- 八幡古表神社の傀儡子の舞と相撲（1983年1月11日 吉富町 細男舞保存会）
- 大善寺玉垂宮の鬼夜（1994年12月13日 久留米市 大善寺玉垂宮鬼夜保存会）
- 春日の婿押し（1995年12月26日 春日市 春日三期組合）
- 等覚寺の松会（1998年12月16日 苅田町 等覚寺松会保存会）
- 小倉祇園祭の小倉祇園太鼓 （2019年3月28日 北九州市小倉北区 小倉祇園太鼓保存振興会）
- 博多松囃子（2020年3月16日 福岡市博多区 博多松囃子振興会）
- 感応楽★（2020年3月16日 豊前市 豊前感応楽保存会）

福岡県・大分県
- 豊前神楽（2016年3月2日 福岡県豊前地域、大分県中津市・宇佐市 福岡県豊前神楽保存連合会、大分県豊前神楽保存連合会 ）

佐賀県
- 武雄の荒踊（1977年5月17日 武雄市 高瀬荒踊保存会、中野荒踊保存会、宇土手荒踊保存会）
- 唐津くんちの曳山行事★（1980年1月28日 唐津市 唐津曳山取締会）
- 竹崎観世音寺修正会鬼祭（1985年1月12日 太良町 竹崎観世音寺修正会鬼祭保存会）
- 白鬚神社の田楽（2000年12月27日 佐賀市 白鬚神社の田楽保存会）
- 見島のカセドリ★（2002年2月20日 佐賀市 加勢鳥保存会）
- 呼子の大綱引き（2013年3月12日 唐津市 呼子大綱引振興会）

長崎県
- 長崎くんちの奉納踊（1979年2月3日 長崎市 長崎伝統芸能振興会）
- 下崎山のヘトマト行事（1987年1月8日 五島市 下崎山町内会）
- 壱岐神楽（1987年1月8日 壱岐市 壱岐神楽保存会）
- 平戸神楽（1987年1月8日 平戸市 平戸神楽振興会）
- 平戸のジャンガラ★（1997年12月15日 平戸市 平戸市自安和楽念仏保存振興会）
- 大村の郡三踊（寿古踊・沖田踊・黒丸踊）★（2014年3月10日 大村市 寿古踊保存会、沖田踊保存会、黒丸踊保存会）
- 五島神楽（2016年3月2日 五島市、新上五島町、佐世保市 五島神楽連合会）
- 対馬の盆踊★（2021年3月11日 対馬市 対馬盆踊保存連合会）

熊本県
- 阿蘇の農耕祭事（1982年1月14日 阿蘇市 阿蘇の農耕祭事保存会）
- 菊池の松囃子（1998年12月16日 菊池市 御松囃子御能保存会）
- 八代妙見祭の神幸行事★（2011年3月9日 八代市 八代妙見祭保存振興会）
- 球磨神楽（2013年3月12日 人吉市、錦町、あさぎり町、多良木町、湯前町、水上村、相良村、五木村、山江村、球磨村 球磨神楽保存会）
- 野原八幡宮風流★（2021年3月11日 荒尾市 風流節頭保存会）

大分県
- 修正鬼会（1977年5月17日 豊後高田市、国東市 長岩屋修正鬼会保存会、岩戸寺修正鬼会保存会、成仏寺修正鬼会保存会）
- 古要神社の傀儡子の舞と相撲（1983年1月11日 中津市 古要傀儡子保存会）
- 日田祇園の曳山行事★（1996年12月20日 日田市 日田祇園山鉾振興会）
- 吉弘楽★（1996年12月20日 国東市 吉弘楽保存会）
- 別府明礬温泉の湯の花製造技術（2006年3月15日 別府市 明礬温泉湯の花製造技術保存会）
- 御嶽神楽（2007年3月7日 豊後大野市 御嶽神楽保存会）

宮崎県
- 米良の神楽（1977年5月17日 西都市、木城町、西米良村 銀鏡神楽保存会、尾八重神楽保存会、中之又神楽保存会、西米良村神楽保存会連合会）
- 高千穂の夜神楽（1978年5月22日 高千穂町 高千穂地区神楽保存会、岩戸地区神楽保存会、田原地区神楽保存会、上野地区神楽保存会）
- 五ヶ瀬の荒踊★（1987年1月8日 五ヶ瀬町 荒踊保存会）
- 椎葉神楽（1991年2月21日 椎葉村 椎葉神楽保存連合会）
- 山之口の文弥人形（1995年12月26日 都城市 山之口麓文弥節人形浄瑠璃保存会）
- 高原の神舞（2010年3月11日 高原町 狭野神楽保存会、祓川神楽保存会）

鹿児島県
- 諸鈍芝居（1976年5月4日 瀬戸内町 諸鈍芝居保存会）
- 甑島のトシドン★（1977年5月17日 薩摩川内市 甑島トシドン保存会ほか）
- 市来の七夕踊（1981年1月21日 いちき串木野市 七夕踊保存会）
- 南薩摩の十五夜行事（1981年1月21日 枕崎市、南九州市、南さつま市 枕崎市十五夜行事保存会、知覧町十五夜行事保存会、坊津町十五夜行事保存会）
- 秋名のアラセツ行事（1985年1月12日 龍郷町 秋名ヒラセマンカイ保存会）
- 与論の十五夜踊（1993年12月13日 与論町 与論十五夜踊り保存会）
- 東郷文弥節人形浄瑠璃（2008年3月13日 薩摩川内市 東郷文弥節人形浄瑠璃保存会）
- 種子島宝満神社の御田植祭（2016年3月2日 南種子町 宝満神社赤米お田植え祭り保存会）
- 薩摩硫黄島のメンドン★（2017年3月3日 三島村 硫黄島八朔太鼓踊り保存会）
- 悪石島のボゼ ★（2017年3月3日 十島村 悪石島の盆踊り保存会）
- 与論島の芭蕉布製造技術（2020年3月16日 与論町 与論島芭蕉布保存会）
- 川内大綱引 （2024年3月21日 薩摩川内市 川内大綱引保存会）
- 岩川の弥五郎人形行事（2025年3月28日 曽於市 弥五郎どん保存会）

沖縄県
- 多良間の豊年祭（1976年5月4日 多良間村 多良間村民俗芸能保存会）
- 竹富島の種子取（1977年5月17日 竹富町 竹富島民俗芸能保存会）
- 安田のシヌグ（1978年5月22日 国頭村 安田古文化財保存会）
- 与那国島の祭事の芸能（1985年1月21日 与那国町 与那国民俗芸能保存会ほか）
- 西表島の節祭（1991年2月21日 竹富町 西表民俗芸能保存会）
- 宮古島のパーントゥ★（1993年12月13日 宮古島市 宮古島市島尻自治会、宮古島市野原部落会）
- 塩屋湾のウンガミ(1997年12月15日 大宜味村 田港区、屋古区、塩屋区、白浜区）
- 伊江島の村踊（1998年12月16日 伊江村 伊江村民俗芸能保存会）
- 小浜島の盆、結願祭、種子取祭の芸能（2007年3月7日 竹富町 小浜民俗芸能保存会）